# Силбански канал
Силбански канал је морски канал у Јадранском мору. Добио је име по острву Силба. Пролази између овог острва, који га ограничава са сјевероисточне стране, и острва Премуда, који га ограничава са југозападне стране. 
Канал се пружа у смјеру сјеверозапад - југоисток. Према сјеверозападу се упловљава у Кварнерићка врата. Завршава се чим се прођу острва Западни Гребен, Средњи Гребен и Јужни Гребен.